# 凱伊納鄉

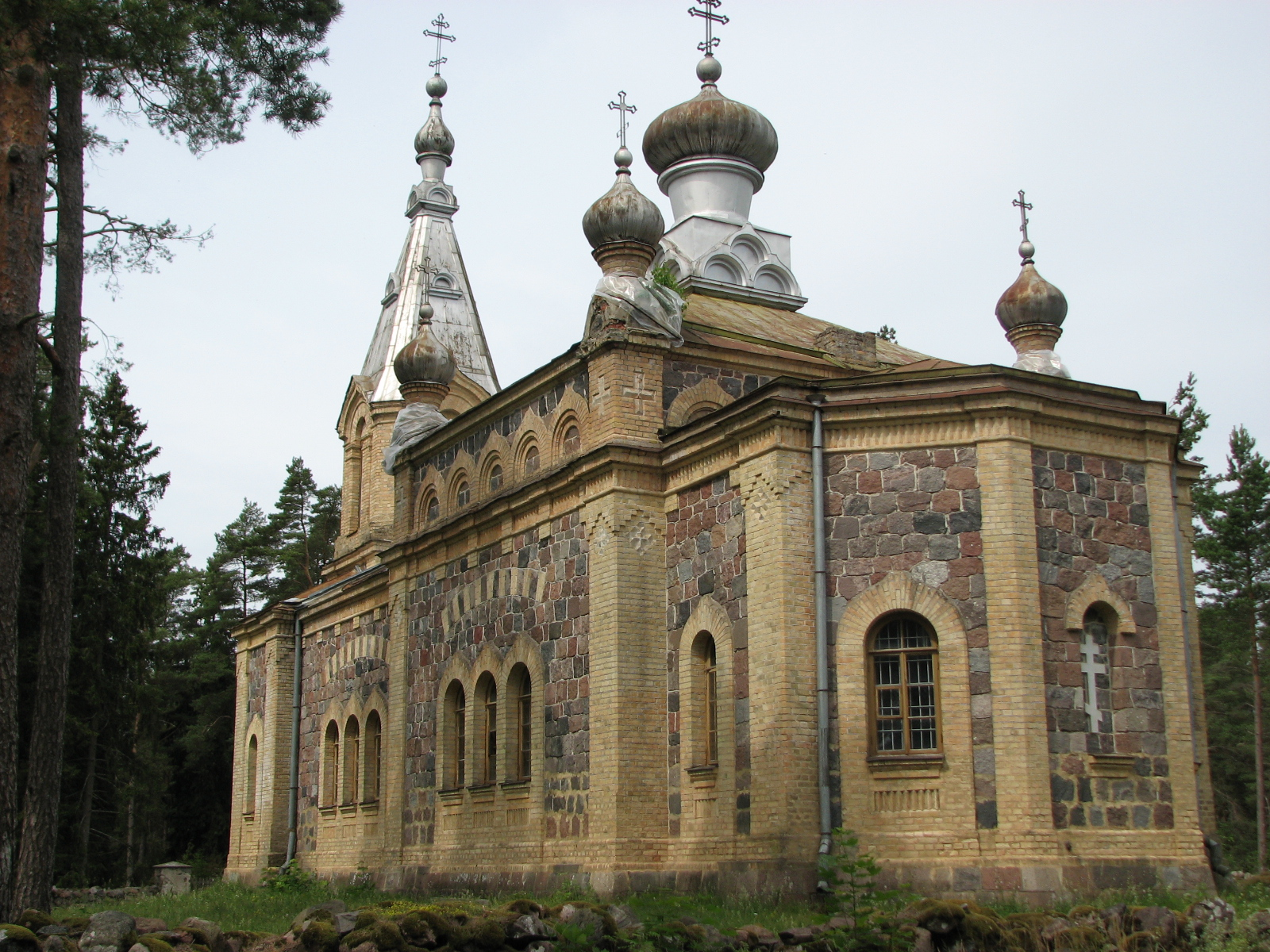
库里斯泰教堂

凱伊納鄉，曾是愛沙尼亞希尤縣的一個鄉村型市镇，位於該國西北部，行政中心設於凱伊納，面積186平方公里，2006年人口2,180，人口密度每平方公里12人。
2017年爱沙尼亚行政改革后，凱伊納市镇与其他市镇一起合并为新的希乌马市镇。
58°49′32″N 22°47′22″E / 58.82556°N 22.78944°E